# Муамба (блюдо)
Муамба — блюдо ангольской кухни. Представляет собой курятину, тушённую с овощами на пальмовом масле денде .
Подаётся с отварным рассыпчатым рисом или пюре из маниока.

## Приготовление
Курица, нарезанная на мелкие кусочки, солится, перчится, заправляется чесноком и соком лимона, после чего оставляется мариноваться минимум на полчаса.
В кастрюле для тушения на масле денде пассеруется лук, нарезанный кольцами. С луком слегка обжаривается курица, добавляются мелко нарезанные помидоры и лавровый лист, всё вместе тушится не менее 1 часа под крышкой. В середине процесса добавляются плоды бамии, нарезанные мелкими колечками, после чего блюдо тушится до готовности.
Другая популярная разновидность этого блюда — Муамба де Галинья, курица в арахисовом соусе.